# Knautia lucana
Knautia lucana är en tvåhjärtbladig växtart som beskrevs av Charles Carmichael Lacaita och Szabo. Knautia lucana ingår i släktet åkerväddar, och familjen Dipsacaceae. Inga underarter finns listade i Catalogue of Life.